# Timezrit, Béjaïa
Timezrit là một đô thị thuộc tỉnh Béjaïa, Algérie. Dân số thời điểm năm 2002 là 22.392 người.